# (3S,4R)-3,4-diidrossicicloesa-1,5-diene-1,4-dicarbossilato deidrogenasi
La (3S,4R)-3,4-diidrossicicloesa-1,5-diene-1,4-dicarbossilato deidrogenasi è un enzima appartenente alla classe delle ossidoreduttasi, che catalizza la seguente reazione:
(3S,4R)-3,4-diidrossicicloesa-1,5-diene-1,4-dicarbossilato + NAD+ ⇄ 3,4-diidrossibenzoato + CO2 + NADH
L'enzima richiede FeII.